# Anfield (stadion)

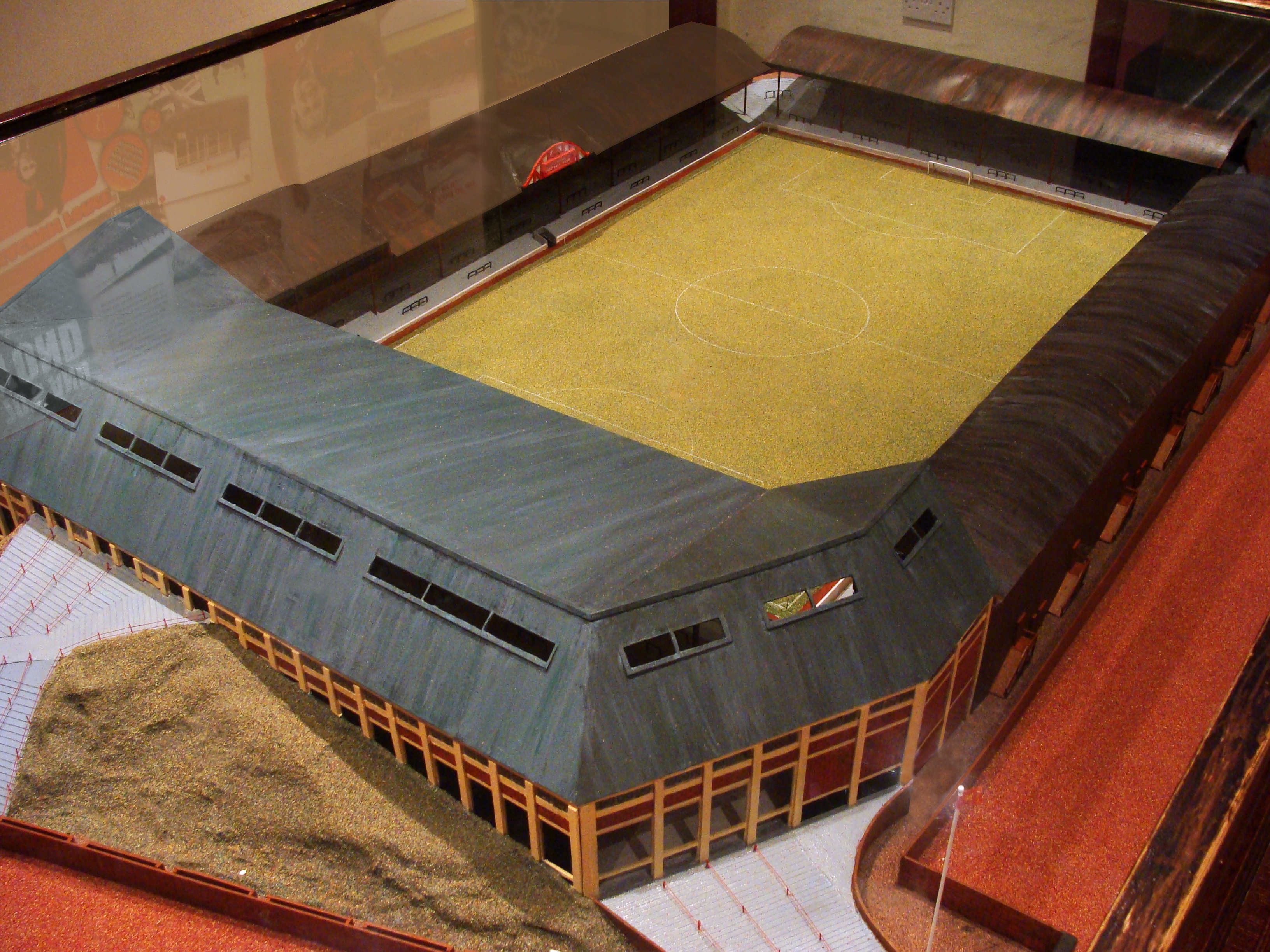
Znajdująca się w klubowym muzeum makieta przedstawiająca Anfield z okresu 1928–1956 (na pierwszym planie trybuna The Kop)

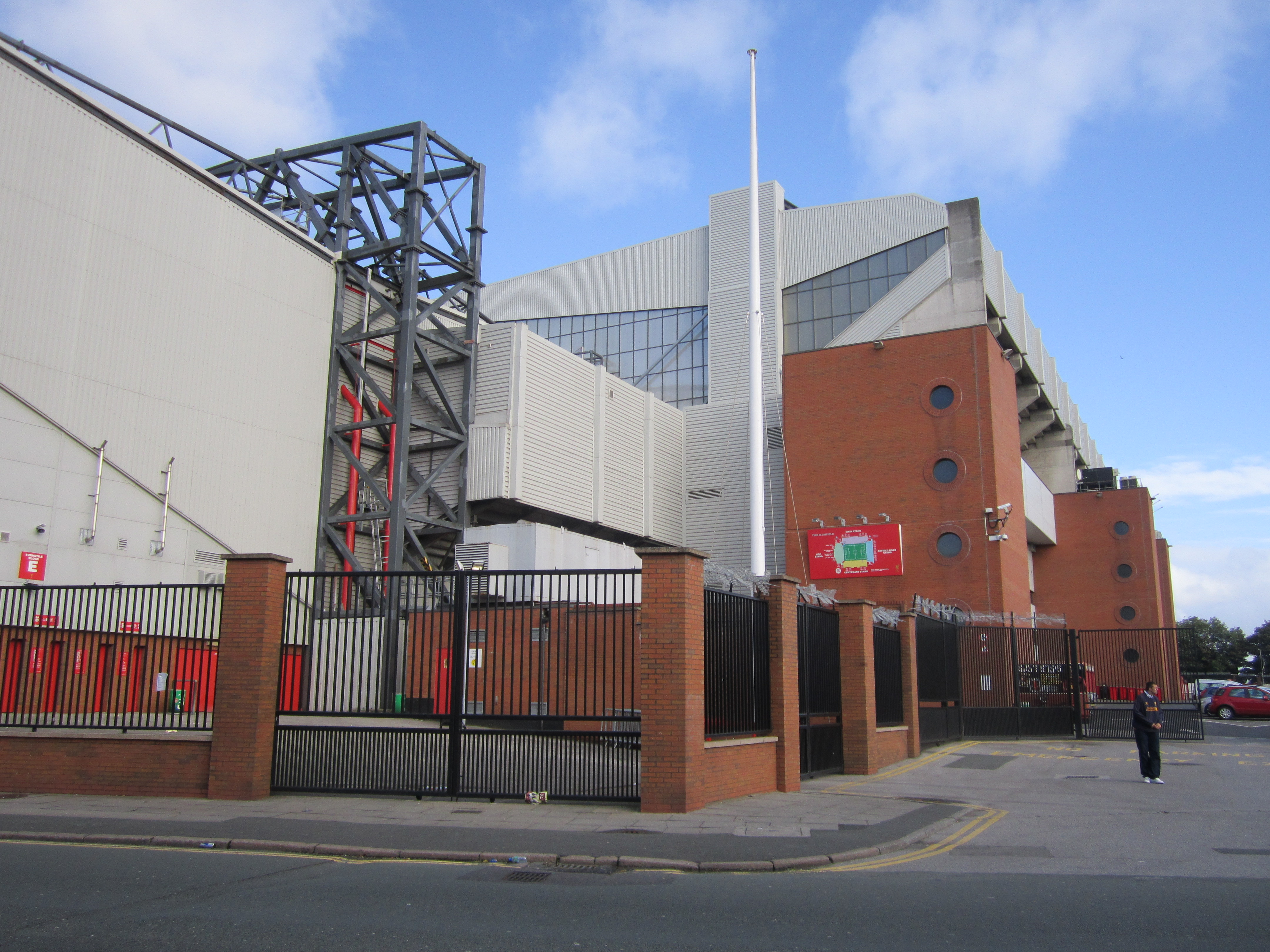
Maszt flagowy pochodzący z SS Great Eastern w południowo-wschodnim narożniku Anfield

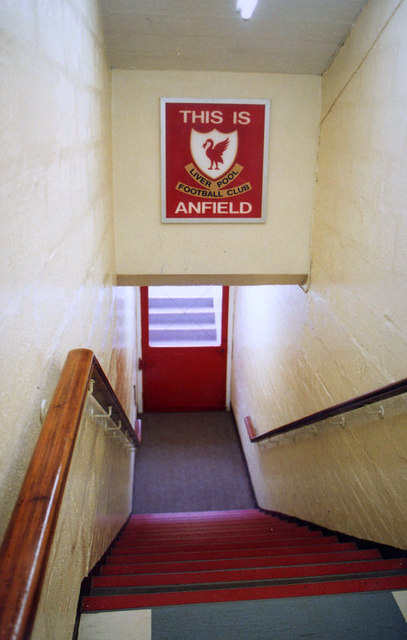
Tunel prowadzący z szatni na murawę oraz słynny znak „This is Anfield” (fotografia z 1997)

Anfield – stadion piłkarski znajdujący się w Anglii, w Liverpoolu. Położony jest w dzielnicy Anfield, od której wziął swoją nazwę. Właścicielem oraz użytkownikiem jest Liverpool Football Club. Stadion powstał w 1884 roku i początkowo wykorzystywany był przez Everton Football Club. W 1892 roku w wyniku sporu w kierownictwie klubu, Everton przeniósł się na pobliski Goodison Park, zaś od tego czasu na Anfield swoje mecze zaczął rozgrywać nowo powstały klub – Liverpool F.C. Obiekt może pomieścić 61 276 widzów.

## Historia stadionu

### Powstanie Anfield

#### Everton
Istniejący od sześciu lat Everton F.C. w roku 1884 został zmuszony (z uwagi na nadmierny hałas podczas meczów oraz znaczne oddalenie od centrum) opuścić swoje boisko przy Priory Road. Prezes klubu John Houlding zorganizował wówczas przeprowadzkę na działki należące na przełomie lat 70. i 80. do braci Johna i Josepha Orrellów, którzy podobnie jak Houlding byli browarnikami. Położone w południowo-wschodnim narożniku Stanley Park tereny pomiędzy ulicami Anfield Road i Walton Breck Road pełniły wówczas rolę pastwisk, choć niekiedy rozgrywano na nich spotkania krykieta. Wkrótce Everton (za pośrednictwem Houldinga) wydzierżawił potrzebną nieruchomość, a dzięki wysiłkowi członków zarządu oraz zawodników klubu teren został wkrótce dostosowany do wymogów futbolu. 27 września 1884 r. na boisku bez żadnych miejsc dla widzów Everton pokonał Earlstown, współfinalistę pucharu Liverpoolu z poprzedniego roku, 5:0. Mecz rozegrano w obecności około tysiąca widzów.
W 1885 roku Joseph Orrell junior (który dwa lata wcześniej odziedziczył ten teren po swoim ojcu) odsprzedał ziemię przy Anfield Road Houldingowi za łączną kwotę 6 tys. funtów (ok. 2 tys. zapłacono gotówką, pozostałe 4 tys. w formie hipoteki). Dodatkowymi warunkami były: coroczny datek na Stanley Hospital składany w imieniu Josepha Orrella oraz zapewnienie, że nie zostanie naruszone prawo Johna Orrella (wujka Josepha i właściciela sąsiedniej działki) do budowy drogi dojazdowej przez nieruchomość Houldinga.
Wkrótce przy boisku (1885–1887) pojawiły się pierwsze prowizoryczne miejsca dla widzów – niewielkie pawilony wzdłuż boiska, dzięki którym mecze mogło obserwować od 2 do 4 tys. osób. W 1886 roku, przed pojedynkiem ze szkockimi Rangers oddano do użytku drugą trybunę, co zwiększyło pojemność stadionu do 10 tys. miejsc. Latem 1887 roku za kwotę ok. 1,5 tys. funtów wzniesiono mogącą pomieścić 4 tys. widzów trybunę przy Oakfield Road. Pozwoliło to na goszczenie takich wydarzeń jak półfinał Pucharu Anglii w roku 1888. W grudniu 1888 roku otwarto czwartą, północną trybunę podczas specjalnie zorganizowanego towarzyskiego pojedynku z zespołem Bootle. Spotkanie zgromadziło rekordowe w owym czasie 15 – 16 tys. widzów. Kilka miesięcy wcześniej, 8 września 1888 r. rozegrano na stadionie pierwszy mecz ligowy. W 1889 roku wybudowano nową trybunę przy Oakfield Road, która zastąpiła dotychczasową wyeksploatowaną konstrukcję. Choć trybuny mieściły już wówczas 12 tys. osób, a dalsze 6 – 8 tys. mogło zmieścić się na terenie dookoła boiska, to jednak zawodnicy nadal przebierali się w oddalonym o 300 metrów należącym do Houldinga barze Sandon. Stadion znany był wówczas jako „Everton Football Ground”, choć coraz popularniejsze stawało się też określenie „Anfield enclosure” zaczerpnięte od nazwy dzielnicy.
Wobec dużego zainteresowania widowni Houlding w 1889 roku postanowił podnieść czynsz ze stosunkowo małej kwoty 100 do 250 funtów rocznie. Swoją decyzję motywował koniecznością spłaty hipoteki zaciągniętej dla uzyskania środków na zakup działki przy Anfield Road.
8 stycznia 1890 roku na Anfield rozegrano pierwsze spotkanie oświetlone za pomocą zasilanych naftą lamp (tzw. lampy Wellsa), a rok później władze Evertonu – jako pierwsze w historii – zastosowały siatki w bramkach, „wynalazek” Johna Alexandra Brodiego. W sezonie 1890/1891 Everton sięgnął po pierwsze w swojej historii mistrzostwo Anglii, gromadząc podczas spotkań do 20 tys. osób.
W roku 1891 John Orrell przedstawił swój projekt budowy drogi dojazdowej do Anfield Road poprzez północny fragment boiska Evertonu, która wymagałaby częściowego rozebrania obiektu – główna trybuna została wzniesiona na pasie granicznym, na którym miała być wybudowana droga. Ostatecznie Orrell zgodził się zrezygnować ze swoich planów, a także udostępnić swoją nieruchomość dla potrzeb treningowych na okres 10 lat w zamian za opłatę w wysokości 100 funtów za pierwszy rok oraz 120 funtów płatnych z góry za każdy rok kolejny. Wobec tego władze Evertonu zaproponowały Houldingowi obniżenie rocznego czynszu do 180 funtów, by klub mógł rozgrywać swoje spotkania w dotychczasowej lokalizacji – kwota 370 funtów, jakie rocznie musiałby płacić klub okazała się zbyt wygórowana. Do porozumienia jednak nie doszło, gdyż Houlding sugerował klubowi odkupienie działek swojej i Orrella za sumę 8734 funtów. W tym celu miała zostać powołana spółka z ograniczoną odpowiedzialnością. Pomimo wstępnej zgody, ostatecznie pomysł ten nie został zaakceptowany przez radę klubu. W rezultacie szeregu spornych sytuacji klub przeniósł się na drugą stronę Stanley Park. Tam to członkowie Evertonu za 50 funtów rocznie wynajęli teren przy Goodison Road znany wówczas jako Mere Green Field.

#### Liverpool F.C.
Po odejściu z klubu, John Houlding pozostał więc z pustym stadionem z trybunami mogącymi pomieścić do 20 tys. osób. W tej sytuacji założył „Everton Football Club and Athletic Grounds”, przemianowany wkrótce na „Liverpool Football Club and Athletic Grounds”. Pierwszy mecz Liverpoolu na Anfield odbył się w czwartkowe popołudnie 1 września 1892 r. Był to towarzyski pojedynek z Rotherham Town, a Liverpool w obecności garstki widzów zwyciężył 7:1. Wydarzenie to zbiegło się z otwarciem nowego stadionu Evertonu, Goodison Park, gdzie gospodarze przy wsparciu ponad 10 tys. kibiców pokonali Bolton 4:2.
Po sezonie pełnym sukcesów w Lancashire League, Liverpool został dopuszczony do Football League, a ich pierwsze ligowe spotkanie na Anfield rozegrano 9 września 1893 r. – gospodarze pokonali wówczas drużynę Lincoln City 4:0 przy obecności 5 tys. kibiców. Skłoniło to klub do rozbudowy stadionu i w 1894 roku została wybudowana zadaszona trybuna (tzw. „Grandstand”) według projektu Archibalda Leitcha. Wzniesiono ją w miejscu, w którym obecnie znajduje się trybuna główna („Main Stand”) – oferowała 3 tys. miejsc siedzących w 11 schodkowo ułożonych rzędach. Dalsze 2 tys. osób mogły się zmieścić pomiędzy trybuną a linią boczną boiska. W listopadzie 1894 roku na Anfield rozegrano pierwsze w historii spotkanie pomiędzy Liverpoolem i Evertonem. Zgromadziło ono na trybunach i wokół boiska przeszło 25 tys. widzów. Trzy lata później podczas kolejnego derbowego pojedynku zanotowano frekwencję sięgającą 30 tys. widzów. W kolejnych latach kilkakrotnie rozbudowywano też niezadaszoną początkowo trybunę przy Anfield Road: w 1897 (wzniesiono dach) i 1903 roku (powstała nowa stalowo-drewniana konstrukcja).

### Rozbudowa obiektu
Gdy Liverpool wywalczył po raz drugi mistrzostwo ligi w 1906 roku, dyrekcja klubu w „nagrodę” dla kibiców wybudowała nową południową trybunę, którą od pobliskich ulic zaczęto nazywać „Oakfield Road Embankment” czy „Walton Breck Bank”. Wkrótce jednak lokalny dziennikarz, Ernest Edwards z Daily Post i Liverpool Echo ochrzcił tę trybunę mianem „The Spion Kop”, na cześć słynnego wzgórza w Południowej Afryce (Spioenkop, z afr. „Wzgórze Szpiegów”), gdzie w 1900 r. zginęło wielu pochodzących z Liverpoolu żołnierzy. Zaprojektowana przez Leitcha trybuna mierzyła 120 m długości, 40 m szerokości i 15 m wysokości. Od strony ulicy wybudowano szeroką na ponad 3,5 metra betonową klatkę schodową. Prowadziła ona na szczyt liczącego 100 drewnianych stopni uformowanego z żużlu i gruzu nasypu. Mogąca pomieścić 25 tys. widzów trybuna – wraz z zabudową narożników boiska – zwiększyła pojemność stadionu do 60 tys. osób. W międzyczasie na przeciwną, wschodnią stronę boiska przeniesiono dotychczasową trybunę główną (przetrwała do 1963 roku), a w jej miejscu od podstaw wybudowano nową.
Rok później Liverpool F.C. ostatecznie nabył od Johna Houldinga działkę wraz ze stadionem Anfield, pożyczając część kwoty od Royal Liverpool Friendly Society.
Stadion pozostawał niezmieniony przez następne 20 lat, aż do 1928 roku, kiedy to została przeprowadzona znaczna przebudowa. Wówczas to zmieniono konstrukcję The Kop (m.in. poprzez podwyższenie jej o dalsze 10 metrów), zwiększając jej pojemność do blisko 30 tys. osób i przykrywając ją dachem o powierzchni przeszło 40 tys. m². Oficjalnego otwarcia dokonał John McKenna, były trener i działacz Liverpoolu, a wówczas prezes ligi. Nie ulegało wątpliwości, że The Kop jest największą trybuną w kraju mogącą pomieścić więcej kibiców niż inne stadiony w Anglii w całości. Dzięki zadaszeniu odgłosy dopingu prowadzonego z tej olbrzymiej trybuny skierowane były wyłącznie na boisko, przez co uzyskano niezwykły efekt akustyczny. Przy The Kop (południowo-wschodni narożnik stadionu) starannie wzniesiono maszt z żaglowca parowego SS Great Eastern, jednego z pierwszych żelaznych okrętów, który przerwał jego złomowanie.
W lutym 1952 roku, podczas meczu czwartej rundy Pucharu Anglii z Wolverhampton Wanderers, odnotowano najwyższą frekwencję w historii Anfield – 61 905 kibiców.
Kolejne inwestycje rozpoczęły się w 1957 roku, gdy zarząd Football League wprowadził mecze popołudniowe i wieczorne. Po raz pierwszy jupitery na Anfield rozbłysły 30 października 1957 roku podczas towarzyskiego meczu z lokalnym rywalem Evertonem z okazji 75. rocznicy powołania Liverpool County FA.
W 1963 roku wyburzono starą „Grandstand” i za kwotę 350 tys. funtów wzniesiono Kemlyn Road Stand (z dachem wspartym na filarach), co zwiększyło pojemność tego sektora stadionu do 6700 widzów. Dwa lata później poważnym zmianom poddano także Anfield Road Stand, zamieniając ją w dużą trybunę krytą. Niedługo potem, w 1973 roku, trybuna zachodnia – Main Stand została zburzona i wybudowana raz jeszcze. Zastąpiła ją nowoczesna trybuna z jupiterami umieszczonymi na dachu (wówczas zlikwidowano maszty oświetleniowe). Oficjalne otwarcie nowej trybuny nastąpiło 10 marca 1973 r. przy obecności Edwarda, księcia Kentu.

### Późniejsze zmiany
W 1980 roku na całej trybunie głównej zamontowano siedziska dla widzów, a dwa lata później to samo zrobiono z trybuną przy Anfield Road. Po śmierci Shankly’ego, w 1982 roku w ogrodzeniu obiektu ustawiono ozdobną bramę, tzw. „Shankly Gates”. Wieńczy ją napis „You’ll Never Walk Alone”, tytuł adaptowanego na klubowy hymn przeboju zespołu Gerry and the Pacemakers.
Liverpool przystąpił do ekstraklasy, Premier League, w roku 1992. Wtedy też nadbudowano trybunę przy Kemlyn Road o drugie piętro, zwiększając jej pojemność o 11 tys. miejsc siedzących. Koszt tego przedsięwzięcia wyniósł około 1 mln funtów. W uroczystości otwarcia trybuny dla widzów 1 września 1992 r. uczestniczył prezydent UEFA Lennart Johansson. Nowa trybuna, nazwana „Centenary Stand” (trybuna stulecia – oddano ją równo w sto lat od pierwszego meczu klubu), została zaopatrzona w loże honorowe i bary.
W następstwie tragedii na Hillsborough w Anglii przyjęty został raport Taylora, który zakładał likwidację trybun stojących. W 1994 roku wszystkie miejsca stojące zastąpiono krzesełkami, co w oczywisty sposób zmniejszyło pojemność stadionu. Trybuna The Kop (mogąca dotąd pomieścić ponad 27 tys. stojących widzów) została przekształcona w niespełna 12,5-tysięczną trybunę z miejscami siedzącymi. Ostatni mecz „stojącej Kop” odbył się 30 kwietnia 1994 r.
W 1997 roku pod stadionem stanął odlany z brązu pomnik Shankly’ego, a dwa lata później (8 kwietnia 1999 r.) brama Paisleya („Paisley Gateway”), poświęcona Bobowi Paisleyowi, jednemu z najważniejszych ludzi w historii klubu z Liverpoolu. W międzyczasie, w 1998 roku oddano nadbudowaną o kolejny poziom trybunę Anfield Road Stand. Jednak z uwagi na niestabilność konstrukcji jej nową, górną część w 2000 roku wzmocniono dodatkowymi podporami.

### Początek XXI wieku

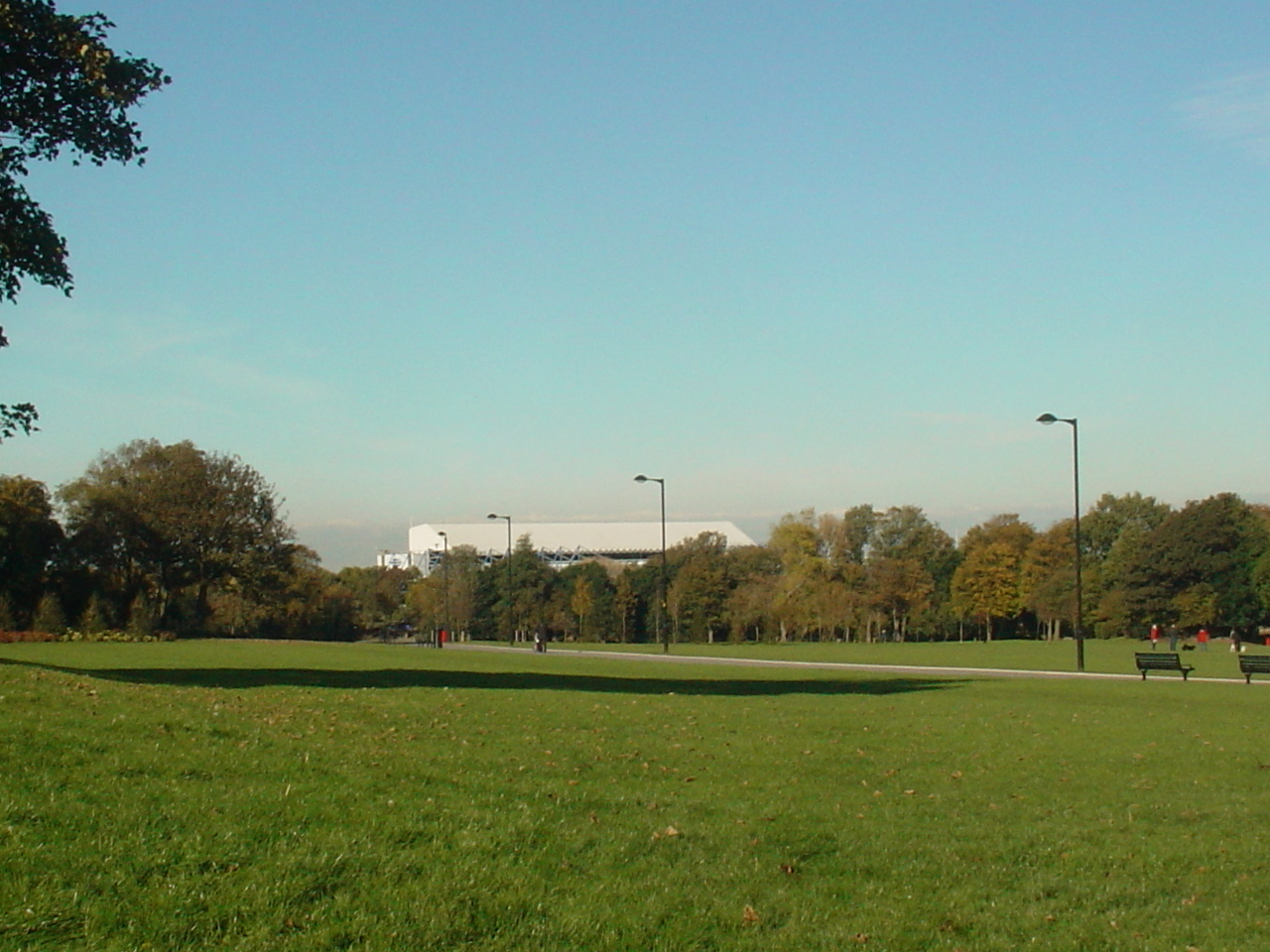
Stanley Park, w tle zarys stadionu Evertonu – Goodison Park

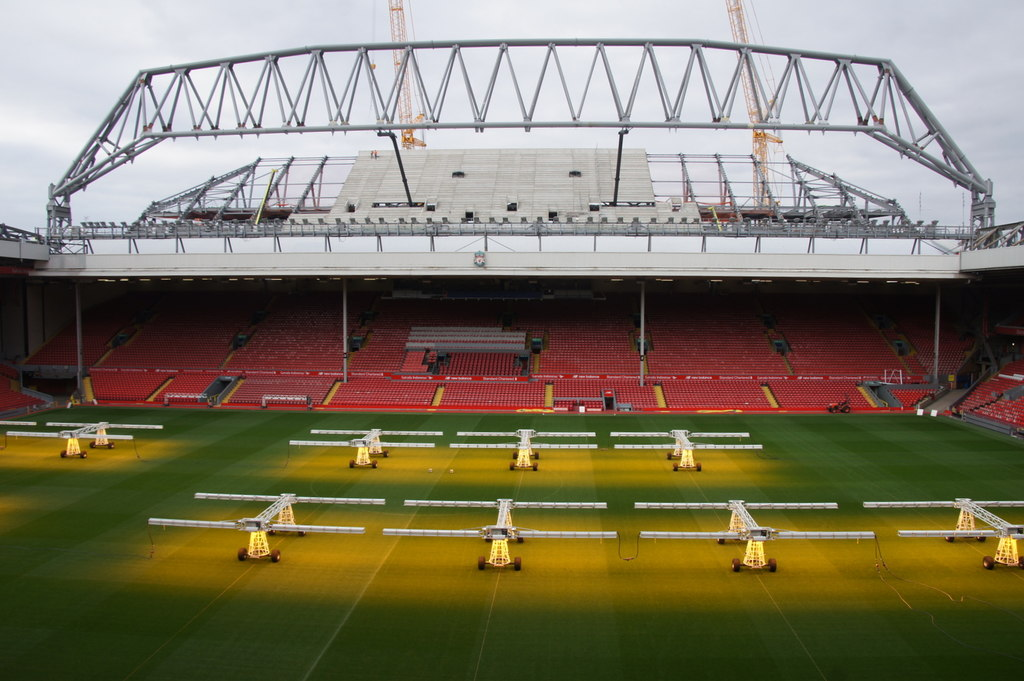
Rozbudowa Main Stand

W porównaniu z obiektami największych rywali (np. 75-tysięcznym Old Trafford, czy 60-tysięcznym Emirates Stadium), 45-tysięczny stadion Liverpoolu generował stosunkowo niewielki zysk z tzw. „dnia meczowego”. Z uwagi na trudności związane z ewentualnym powiększeniem pojemności stadionu władze klubu w maju 2002 roku ogłosiły plany przeprowadzki na mający powstać Stanley Park Stadium. Według założeń oddalony od Anfield o niecałe 300 metrów obiekt miał mieścić od 55 do 60 tys. widzów. W 2004 roku klub otrzymał od miasta zgodę na rozpoczęcie budowy, a dwa lata później uzyskał 999-letnią dzierżawę terenu, na którym stadion miał stanąć. Budowę wyceniono wówczas na 215 mln funtów, zaś pierwszy mecz wstępnie zaplanowano na sierpień 2009 roku. Po przejęciu klubu w lutym 2007 roku przez Gilletta i Hicksa zmieniono projekt stadionu – po modyfikacjach miał on mieścić 60 tys. widzów. Plan, który przewidywał przesunięcie daty otwarcia o dwa lata, w listopadzie zatwierdziła rada miasta. Wyznaczony został również wykonawca wartej 400 mln funtów budowy. Jednakowoż rok później wszelkie prace zostały zawieszone z uwagi na „uwarunkowania finansowe”.
Kwestia budowy nowego, bądź rozbudowy dotychczasowego stadionu powróciła, gdy w październiku 2010 roku klub został przejęty przez New England Sports Ventures (Fenway Sports Group). W lutym 2012 roku nowy właściciel John W. Henry stwierdził, że skłania się raczej ku przebudowie Anfield, niż przeprowadzce na Stanley Park Stadium. Dodał też, że prawdopodobnie niemożliwe by było odtworzenie unikatowej atmosfery panującej na trybunie The Kop. Rozbudowa trybun Main Stand oraz Anfield Road Stand wymagała wykupienia, a następnie wyburzenia pod budowę kilkudziesięciu nieruchomości. W październiku 2012 rada miasta Liverpool, pozyskawszy na ten cel 25 mln funtów, ogłosiła swoje plany wartej 260 mln funtów rewitalizacji dzielnicy Anfield. W owym czasie koszt rozbudowy stadionu Anfield oszacowano na 300 mln funtów, podczas gdy budowa nowego obiektu miałaby pochłonąć dwukrotność tej sumy.
W listopadzie 2013 roku Henry oświadczył, że – w przeciwieństwie do poprzednich właścicieli – ówczesne kierownictwo nie zamierza zaciągać pożyczek dla uzyskania środków na budowę. Poinformował również, że klub zebrał już wystarczające fundusze, by sfinansować całą operację, jednak czeka na zakończenie procesu wykupywania pozostałych budynków przez radę miasta.
Pięć miesięcy później klub przedstawił plany rozbudowy trybuny głównej. Przewidywały one rozpoczęcie prac budowlanych w styczniu 2015 roku oraz zakończenie ich przed startem sezonu 2016/2017. Prowadzone miały być w taki sposób, by w trakcie swojego trwania nie powodowały zmniejszenia pojemności trybuny – Main Stand miała być jedynie nadbudowana o kolejny poziom. Pomiędzy piętrami przewidziano miejsce dla 34–36 lóż biznesowych. Projektowane zmiany zwiększyły pojemność trybuny głównej o 8,5 tys. miejsc (do poziomu blisko 21 tys. miejsc), a w efekcie całego stadionu do 53 250 miejsc. Przed trybuną (od strony zachodniej) miał powstać dwupoziomowy podest oraz kolumnada, dokąd przeniesiona ma zostać tablica upamiętniająca ofiary Hillsborough. Przestrzeń przed trybuną otrzymać miała nazwę Alei 96 (96th Avenue). Przewidywano, że całe przedsięwzięcie ma kosztować około 100 mln funtów. Klub ogłosił również, że jednocześnie zamierza ubiegać się o zgodę na wartą 50 mln funtów przebudowę Anfield Road Stand, która podniosłaby jej pojemność o 4825 miejsc (zaś całego stadionu do poziomu 58,8 tys. miejsc). Termin potencjalnego rozpoczęcia prac nie został jednak wówczas wskazany.
Nowa trybuna została zgodnie z planem oddana do użytku we wrześniu 2016 roku, zaś w ciągu kolejnego roku prowadzono jeszcze dodatkowe prace wykończeniowe w pomieszczeniach wewnątrz trybuny (m.in. w szatniach) oraz wokół obiektu.'
W 2017 roku ogłoszono, że trybuna znana dotąd jako Centenary Stand nosić będzie odtąd nazwę „Kenny Dalglish Stand” na cześć Szkota, który z klubem z Anfield zdobył jako zawodnik 19 trofeów (w tym osiem tytułów mistrzowskich), dwukrotnie pełniąc później funkcję menedżera drużyny.

## Przyszłość
W pierwszej połowie 2019 roku angielskie media donosiły, że władze klubu rozważają zmianę dotychczasowych planów co do rozbudowy trybuny Anfield Road Stand, uważając je za niewystarczające. Przypuszczenia te potwierdziły się w sierpniu 2019 roku, kiedy klub podał do publicznej wiadomości, że nie zamierza realizować pozwolenia na budowę, które przewidywało powiększenie trybuny o 4 tys. miejsc. Nowe, ujawnione trzy miesiące później plany zakładały dodanie blisko 7 tys. miejsc, co miało zwiększyć całkowitą pojemność stadionu do około 61 tys. osób. Koszt inwestycji oszacowano na 60 mln funtów. W lutym 2020 roku w opublikowanym przez klub komunikacie wskazano, że w ramach prac zburzone i nadbudowane zostanie górne piętro Anfield Road Stand. Prace, podobnie jak w przypadku trybuny głównej, przebiegać miały w sposób nieingerujący w pojemność stadionu w trakcie sezonu. Pomimo że pierwotnie zakładano zamknięcie niewielkiego odcinka ulicy Anfield Road, po konsultacjach społecznych zapowiedziano, że niewielka zmiana projektu pozwoli na zachowanie normalnego ruchu drogowego w dni, w które nie będą rozgrywane mecze. Rozpoczęcie prac zaplanowano wstępnie na koniec 2020 roku, zaś rozbudowana trybuna miałaby zostać oddana do użytku przed rozpoczęciem sezonu 2022/2023.

## Konstrukcja

Plan Anfield przed 2015 rokiem

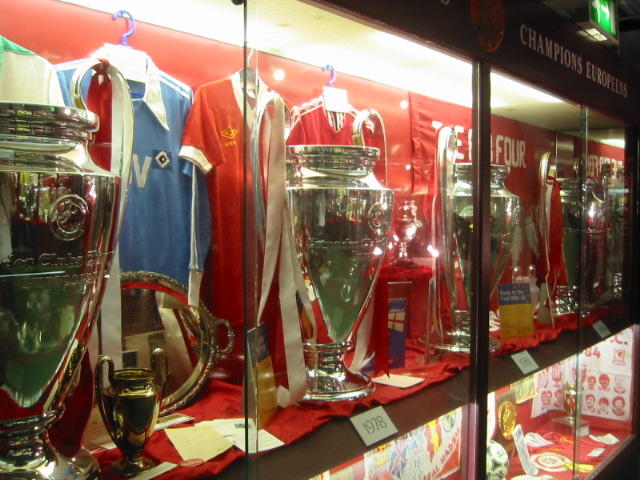
Gablota z Pucharami Europy w muzeum klubu

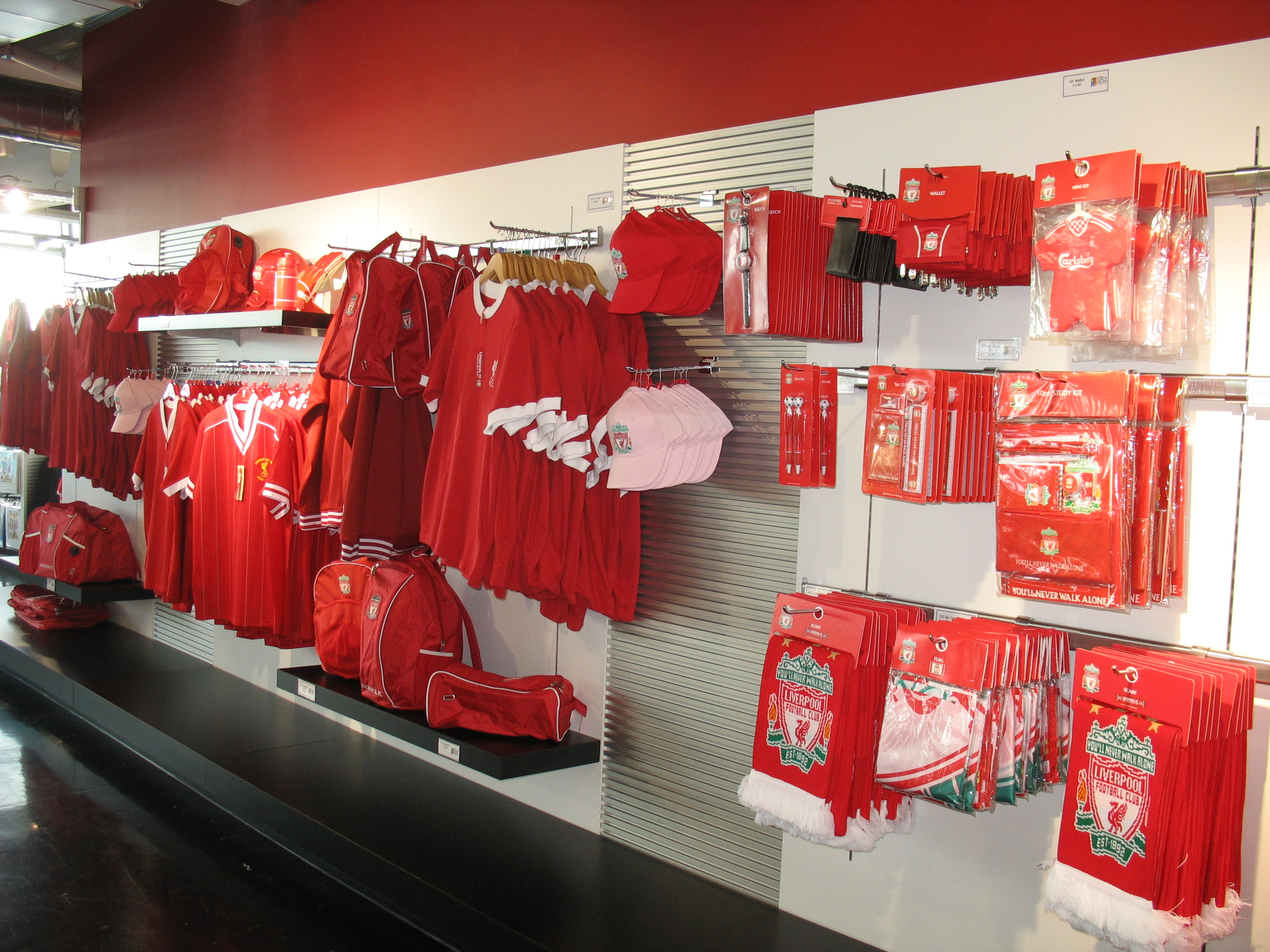
Wnętrze klubowego sklepu

Boisko na Anfield ma wymiary 101 × 68 m, przez co nie spełnia wymogów stawianych przez UEFA stadionom czwartej kategorii (105 × 68 m). Oznacza to, że dopuszczenie stadionu do rozgrywek Ligi Mistrzów czy Ligi Europy wymaga nadzwyczajnej zgody odpowiedniej komórki UEFA.
Sam stadion składa się z czterech trybun, z czego dwie są jednopoziomowe (położona przy północno-zachodnim skraju boiska Main Stand oraz The Kop po jej prawej stronie), a dwie dwupoziomowe (Centenary Stand położona naprzeciw trybuny głównej oraz Anfield Road Stand – po stronie północno-wschodniej).

### Trybuna główna (Main Stand)
Główna trybuna powstała w 1906 roku. W 1973 została zmodernizowana i zadaszona. Obecnie jej dolną część stanowi tzw. „Paddock Enclosure”, czyli konstrukcja wzniesiona pomiędzy pierwotną trybuną a murawą. Na Main Stand może zasiąść ponad 12 tys. osób (z czego blisko 2,5 tys. na dawnym padoku, 40 miejsc przeznaczonych dla niepełnosprawnych; niemal 180 dalszych osób mieści strefa dyrektorów – VIP, a 54 boksy dla dziennikarzy zlokalizowane w centralnej części trybuny). Pod dachem podwieszona jest galeria, na której umieszczone są kamery telewizyjne. We wnętrzu trybuny znajdują się szatnie, pomieszczenia dla sędziów oraz tunel ze słynnym znakiem „This is Anfield”. Znak ten w swoim zamyśle ma zarówno deprymować rywali, jak i motywować gospodarzy. Ci drudzy – na szczęście – zwyczaj dotykają go jedną lub obiema rękoma, gdy wychodzą na boisko. Na miejsca dla widzów prowadzą bramki oznaczone literami od R do W.

### The Kop
Znajdującą się po prawej stronie Main Stand trybunę The Kop wybudowano w 1906 roku – był to „taras”, który mógł pomieścić 30 tys. osób. Konstrukcja początkowo nie miała dachu, dodano go w 1928. Po tragedii na Hillsborough, w 1994 roku The Kop gruntownie przebudowano, tworząc trybunę wyłącznie z miejscami siedzącymi. Może na niej zasiąść ok. 12,4 tys. osób, 9 miejsc przeznaczono dla niepełnosprawnych. Jest to największa jednopoziomowa trybuna w Wielkiej Brytanii. The Kop mieści klubowy sklep, muzeum oraz kasę. Na trybunę prowadzą wejścia od A do F.

### Sir Kenny Dalglish Stand
Oryginalna nazwa przed dodaniem drugiej kondygnacji brzmiała „Kemlyn Road Stand”. Trybuna później została nazwana trybuną stulecia („Centenary Stand”) w 1992 dla ukoronowania setnej rocznicy klubu. Jej łączna pojemność ponad 11,5 tys. miejsc (ok. 4,6 tys. na wyższej kondygnacji, 6,7 tys. na niższej oraz 348 w lożach członków zarządu). Wewnątrz trybuny znajduje się posterunek policji, zaś kibice na stadion wchodzą przez bramki od G do K.

### Anfield Road Stand
Trybuna przeznaczona do przyjmowania przyjezdnych fanów. W 1998 roku trybuna została przebudowana w dwukondygnacyjną konstrukcję. Jej pojemność nieznacznie przekracza 9 tys. miejsc (wyższa kondygnacja 6,3 tys., zaś niższa 2,7 tys.). Trybuna ma 29 miejsc dla niepełnosprawnych. Kibice mogą się na nią dostać od Anfield Road wejściami od L do Q.

## Galeria

Wnętrze stadionu
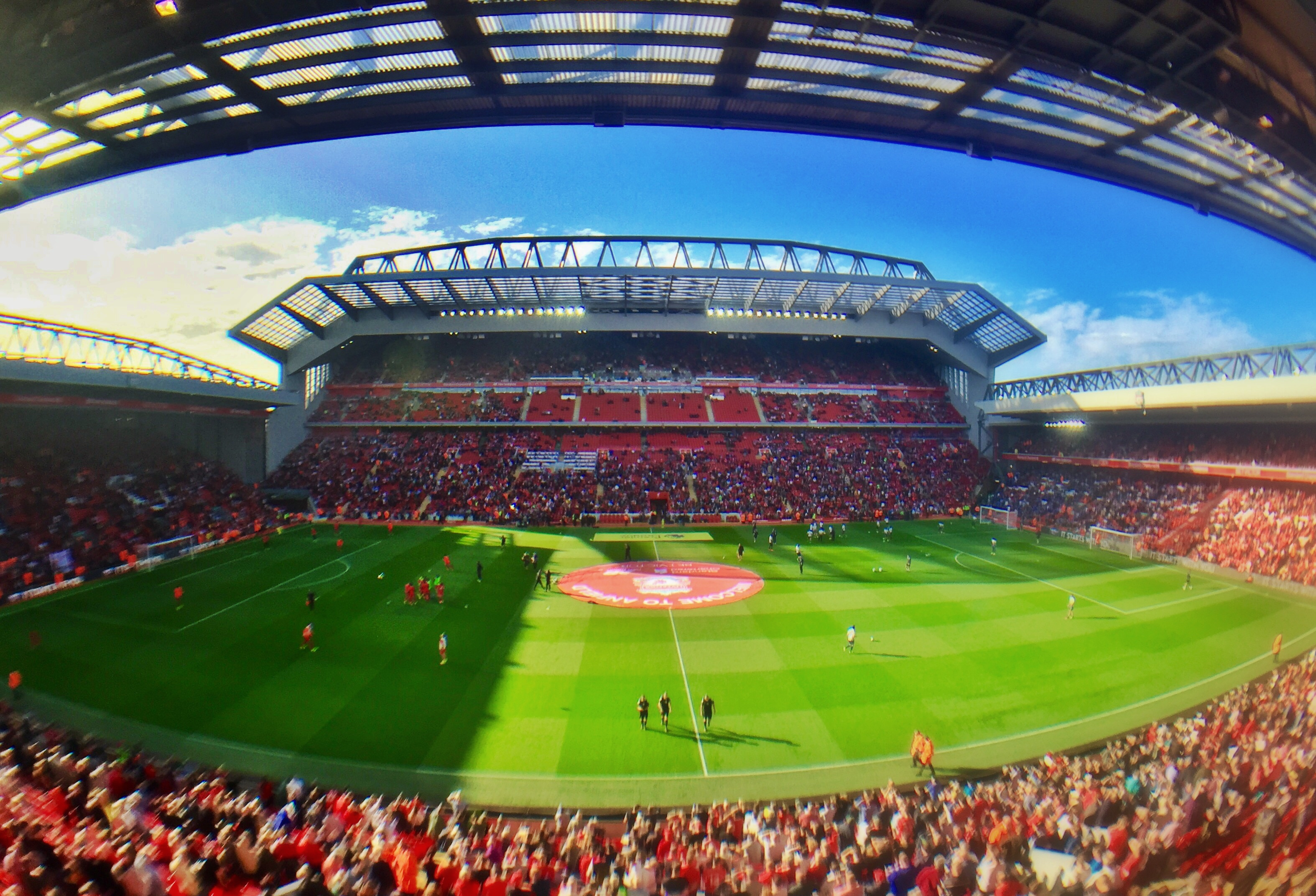
Main Stand
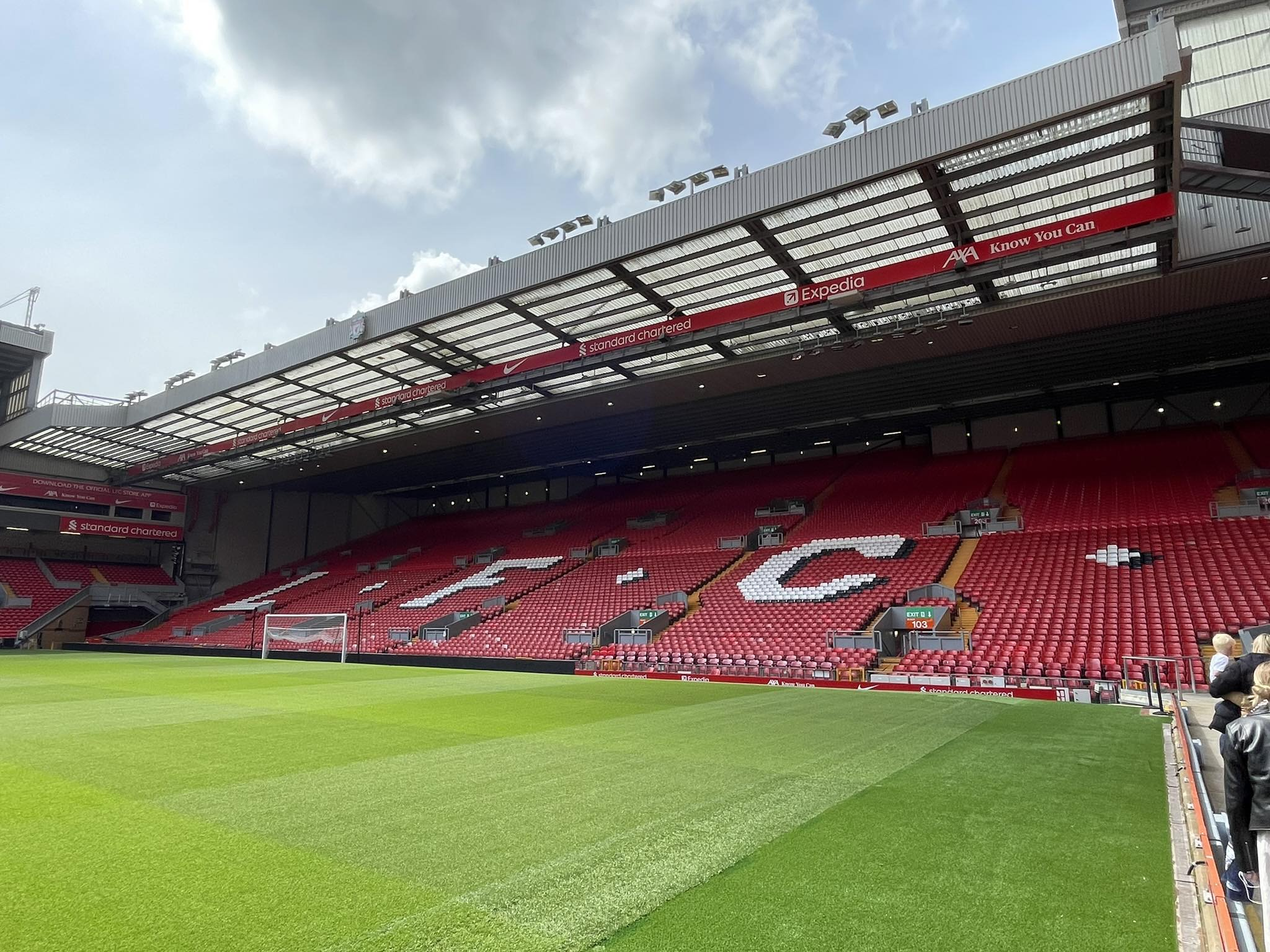
The Kop
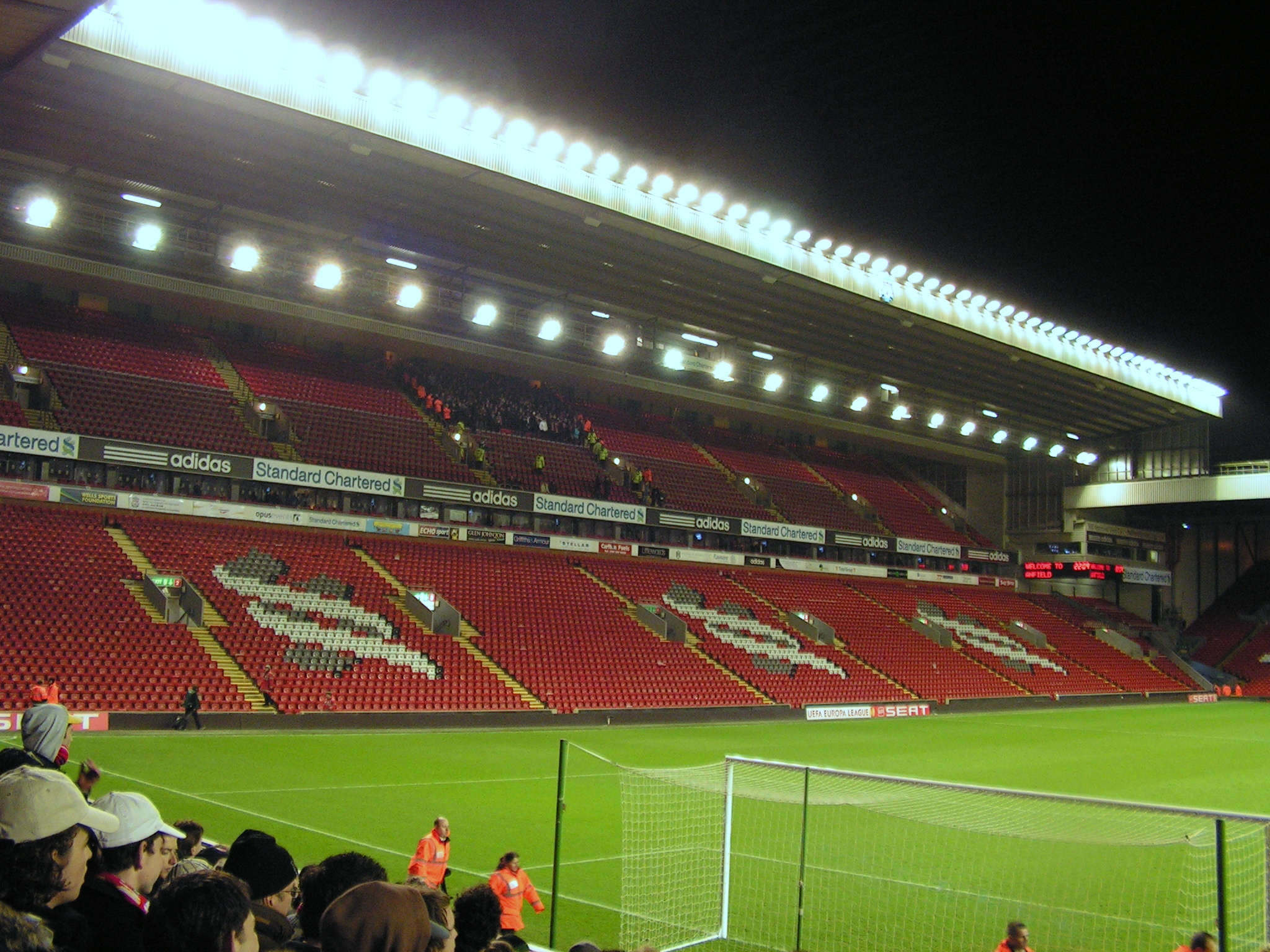
Sir Kenny Dalglish Stand
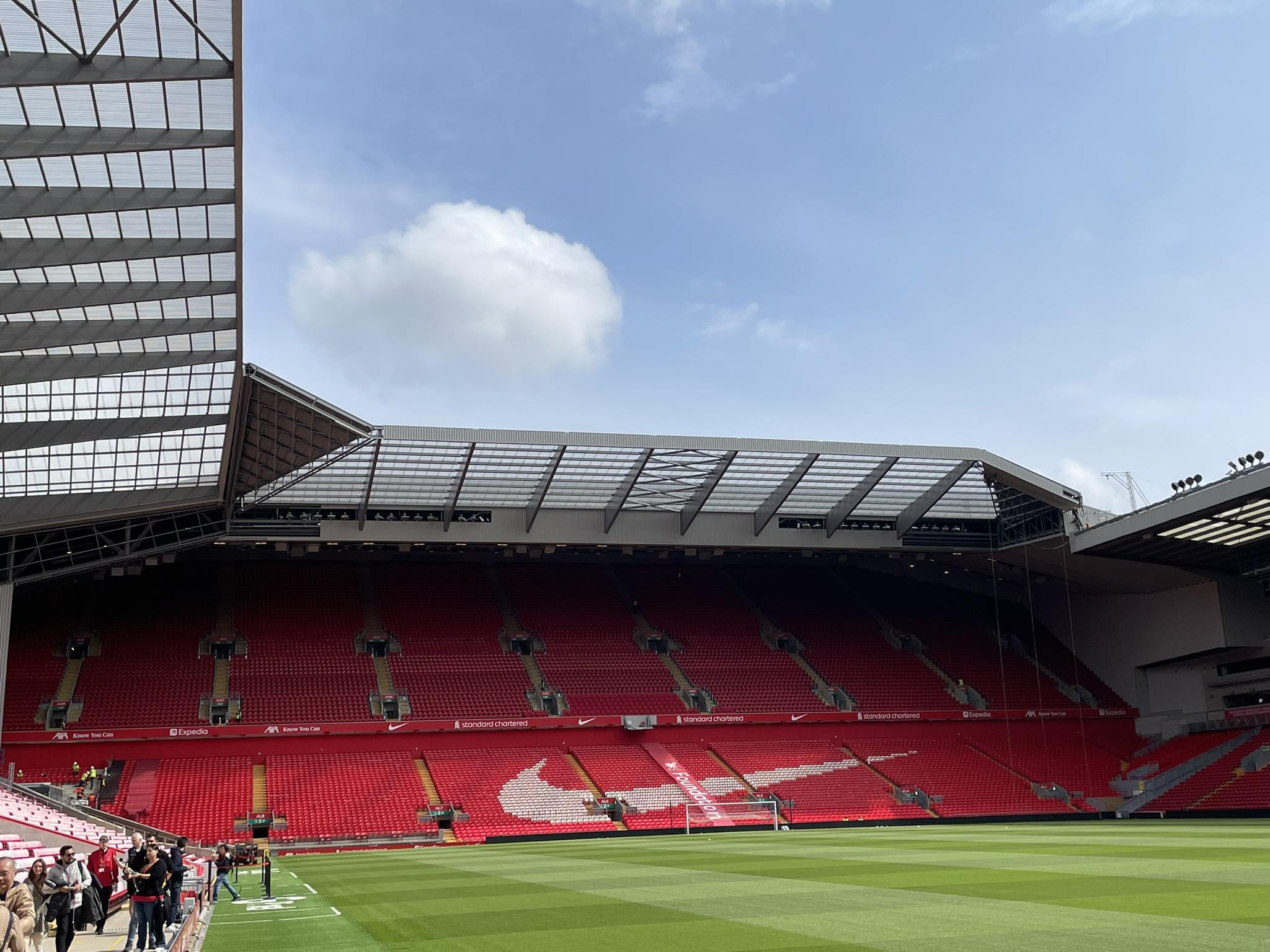
Anfield Road Stand

## Wyposażenie
W 2005 roku na Anfield we wszystkich 80 bramkach obrotowych przy wejściu na stadion zamontowano system kart elektronicznych opartych na technologii RFID.
W 2000 roku na Anfield położono nową murawę wzmacnianą sztucznymi włóknami – na płycie boiska rozmieszczono ich 20 mln (stanowią ok. 3% murawy). Wpłynęło to pozytywnie na trwałość oraz równość nawierzchni boiska. Ten typ nawierzchni znany jest pod nazwą Desso GrassMaster.
Na stadionie rozmieszczonych jest 100 miejsc dla osób niepełnosprawnych poruszających się na wózkach inwalidzkich: na Anfield Road Stand, The Kop oraz na „padoku”, dolnej części trybuny głównej. Liczba ta począwszy od sezonu 2014/2015 ma być o 11 wyższa. Dla potrzeb osób niepełnosprawnych przeznaczono specjalną toaletę. Każdej osobie na wózku inwalidzkim towarzyszyć może dwóch opiekunów. W dolnej części Main Stand ulokowano również miejsca dla osób niepełnosprawnych, które jednak poruszają się o własnych siłach. Każda taka osoba na stadion może wejść z jednym opiekunem. W razie potrzeby osobom o niepełnosprawności innej niż ruchowa zapewnia się zestaw słuchawkowy z komentarzem meczowym.

## Frekwencja
Średnia liczba widzów na meczach ligowych od chwili otwarcia stadionu (dane za sezon 1939/1940 dotyczą jedynego meczu rozegranego na Anfield przed zawieszeniem rozgrywek):

## Inne sposoby użytkowania
Na stadionie rozegrano liczne mecze międzynarodowe, w tym w ramach Euro 1996 (wówczas to obiekt Liverpoolu gościł trzy mecze fazy grupowej oraz ćwierćfinał imprezy między Francją a Holandią). Jednak w przeciwieństwie do Goodison Park Anfield nie było jedną z aren Mistrzostw Świata w roku 1966. Pierwszym meczem międzynarodowym był pojedynek Anglii i Irlandii, które rozegrano na Anfield 2 marca 1889 r. – gospodarze zwyciężyli w stosunku 6:1. W pierwszych latach XX wieku obiekt gościł kilka meczów reprezentacji Anglii, a w czwartej ćwierci XX wieku także reprezentacji Walii. Po raz ostatni reprezentacje narodowe wystąpiły na Anfield 1 marca 2006 r., kiedy to Anglicy pokonali reprezentację Urugwaju. Obiekt był również gospodarzem dwóch benefisów, w których angielska kadra mierzyła się z Liverpoolem – w 1983 roku Phila Thompsona i w 1988 roku Alana Hansena.
Na Anfield odbywały się również wydarzenia niezwiązane z piłką nożną. W połowie lat 20. XX wieku na stadionie znajdowała się meta miejskiego maratonu. Doroczny bieg rozpoczynał się na placu św. Jerzego (St. George’s plateau) w centrum miasta, zaś kończył się rundą wokół Anfield. W okresie międzywojennym obiekt regularnie był gościł pojedynki bokserskie, w tym mistrzostwa Wielkiej Brytanii. 12 czerwca 1934 roku na Anfield Nel Tarleton pokonał Freddiego Millera w walce o tytuł mistrza świata w wadze piórkowej. Na stadionie odbywały się także mecze tenisowe. Mistrz US Open Bill Tilden oraz mistrz Wimbledonu Fred Perry rozegrali tam mecz pokazowy. W 1958 roku na Anfield w wystąpili koszykarze Harlem Globetrotters. W 1991 roku na Anfield odbyło się spotkanie rugby league w ramach World Club Challenge. Przy widowni przekraczającej 20 tys. osób Wigan Warriors, mistrzowie European Super League pokonali wówczas Penrith Panthers, mistrza australijskiej NRL. Pierwotnie na Anfield miały się odbyć również spotkania grupowe Pucharu Świata w rugby union w 2015 roku, jednak ostatecznie obiekt Liverpool F.C. nie znalazł się na końcowej liście miast-gospodarzy.
Poza użytkowaniem związanym z szeroko pojętym sportem, Anfield wykorzystywano także podczas imprez kulturalnych oraz spotkań religijnych. W lipcu 1984 roku przez tydzień na stadionie swoją krucjatę prowadził amerykański ewangelista przebudzeniowy Billy Graham. Jego kazania każdorazowo gromadziły ponad 30 tys. osób. 1 czerwca 2008 r. na Anfield odbył się koncert wpisujący się w obchody w ramach Europejskiej Stolicy Kultury, które to miano w 2008 roku nosiło miasto Liverpool. Wśród wykonawców znaleźli się m.in. The Zutons, Kaiser Chiefs oraz Paul McCartney.

## Najważniejsze wydarzenia
- Pierwszy mecz na obiekcie zorganizowano 27 września 1884 r., a Everton podejmował wówczas Earlstown F.C.[3]
- Pierwszy mecz międzynarodowy na Anfield rozegrano 2 marca 1889 r., kiedy Anglia wygrała z Irlandią 6:1[6][76].
- Pierwszy mecz Liverpoolu na własnym stadionie odbył się 1 września 1892 r., gdy przeciwnikiem było Rotherdam Town[15].
- Najwyższe zwycięstwo Liverpoolu na Anfield przypadło na 17 września 1974 r., w meczu Pucharu Zdobywców Pucharów. The Reds rozgromili wówczas norweską drużynę Strømsgodset IF 11:0[90].
- Najwyższa porażka Liverpoolu na Anfield to zakończony wynikiem 0:6 mecz w kwietniu 1930 r. z Sunderlandem[90].

## Transport
Stadion znajduje się ok. 3 kilometrów od Lime Street Station, która położona jest na odnodze linii kolejowej West Coast Main Line ze stacji Londyn Euston. Stacją zlokalizowaną najbliżej stadionu jest Kirkdale Station (1,6 km).
Kibice przyjezdni mogą skorzystać ze specjalnego autobusu (Soccerbus), który kursuje na trasie: stacja kolejowa Sandhills – stadion (w zależności of terminarza – Anfield lub Goodison Park).
Stadion wśród swoich udogodnień nie posiada parkingu dla kibiców, zaś parkowanie na pobliskich ulicach jest dozwolone tylko dla mieszkańców i kibiców powyżej 65 roku życia.